# Рой Глаубер
Рой Джей Глаубер (англ. Roy Jay Glauber; 1 вересня 1925, Нью-Йорк, США — 28 грудня 2018) — американський фізик-теоретик. Професор Гарвардського та Аризонського університетів. Лауреат Нобелівської премії з фізики за 2005 рік за свій внесок у теорію оптичної когерентності. Створив модель фотодетекції та пояснив випромінення когерентних (лазер) та некогерентних (абсолютно чорне тіло) джерел світла. Його теорії широко використовуються у галузі квантової оптики.

## Біографія
Народився в 1925 році в Нью-Йорку. Навчався в Гарвардськогому університеті. В 1940 році виграв приз для школярів корпорації Вестінггаус за фотографії зроблені на саморобному телескопі з спектроскопом. У віці 18 років був задіяний в Мангеттенський проєкт. Його роботою було обчислення критичної маси для атомної бомби. Після повернення з Лос-Аламоса, закінчив бакалаврат (1946) та аспірантуру (1949) в Гарварді під керівництвом Джуліана Швінгера. Працював в Інституті персективних досліджень в Прінстоні, а також в Цюриху у Вольфганга Паулі. Одержав першу посаду викладача в Каліфорнійському технологічному інституті, де він заміняв Річарда Фейнмана, який поїхав на рік до Бразилії. Зацікавився теорією розсіяння, працюючи в групі Лайнуса Полінга. З кінця 1950-х займався питаннями фізики лазерів та мазерів. Від 1976 року професор у Гарварді, від 1988 року також в Аризонському університеті.